# 柏森 (作家)
柏森（Forest Lin (Mori)，1999年—），台灣新生代詩人，生於台北市。畢業於東吳大學哲學系。曾獲楊牧詩獎、全國優秀青年詩人獎等，作品入選《臺灣詩選》，著有詩集《灰矮星》、《原光》。

## 文學觀
柏森在〈愛這個世界〉一文中寫道「我們眼看理想（ideal）但不真正去觸碰理想，對此，你與它是必須分開的，只有距離使我們行動」，認為文學技藝透過時間、語言等雜多，去調整世界及人之間的關係，並強調「思想的基礎來自經驗，然而沒有想像力和思考的加涉及運作，經驗則失去意義與延續性（continuum）」。論及藝術，則引自漢娜·鄂蘭在《心智生命》提到「引人進入純粹沉思的是現象的純美（kalon）」，加以敘述善的最高理念及人的美德是以行動執行的本身，即為人在行動的那一刻最為衡量的依據。於此，柏森認為詩的重點從不是下判斷，而是判斷的過程。

## 語言風格
柏森的詩緊扣哲思，作家朱和之評論其：「趨近時間的方法是用文字將其摘取並且封固，使流動的心緒結為晶體，得以拉遠當作客體觀看，也能顯微放大細察紋理。」詩人李進文指出其筆端既智性又柔情，敏魅幽微的文字，自成一個有機生態。情感不囿於傳統培育方式，觀念不拘於常規調性。其詩風一再復歸於安靜，而在詩學態度上直指旁觀是一種虛構，並提出「微物觀察是一種美德」，嘗試於文學中探問人之主體作為經驗的中介，且論「經驗的敞開性」，拓展美學即為倫理學一命題。

## 個人詩集
- 《灰矮星》，逗點文創結社，2019年10月，ISBN 9789869683791
- 《原光》，時報文化出版，2025年2月，ISBN 9786264192385

## 合集、選集
- 《2024臺灣詩選》（須文蔚主編），二魚文化出版，2025年3月

## 得獎及入選紀錄
- 2023 全國優秀青年詩人獎[6]
- 2023 第六屆周夢蝶詩獎決審入圍
- 2024 第十屆楊牧詩獎獲獎[7][8]
- 2025 臺北公車捷運詩文第一季入選
- 2025 臺北市政府文化局 文學類補助

## 相關研究與評論

### 中文
- 林宇軒，〈而立之前：2022台灣新世代詩人小論〉，《吹鼓吹詩論壇》第51號，2022年12月。
- 王柄富，〈談及消逝 ◎柏森〉，每天為你讀一首詩，2023年1月。
- 林宇軒，《軌跡與陣地：台灣千禧世代詩學生態》，國立台灣大學碩士論文，2024年7月。

### 日文
- 田原，〈台湾の女性詩人について〉，《詩と思想》第436號，2024年3月。
- 竹內新，〈出会いと再会〉，《詩と思想》第436號，2024年3月。
- 林虹瑛，〈詩を読む〉，《詩と思想》第436號，2024年3月。

### 德文、波蘭文
- 林蔚昀，〈„Manche mögen Poesie …“: Schlüssel zu Wisława Szymborskas Welten〉，《IPUS - Interdisciplinary Polish and Ukrainian Studies》，2024年12月。

## 媒體訪問
- 博客來OKAPI ，《青春一起讀》，〈柏森：那些我們認為意味深遠的，都是無意義的開始〉，青春博客來編輯室，2019年10月。
- 逗點學校 Podcast，〈詩人柏森分享寫詩的100種情境〉，廖靖主持，2021年8月。
- 阿愷之聲 Podcast，〈文學烏亂濺：馬勒會寫詩？交響曲的文學星球 ft.詩人柏森〉，王麒愷主持，2024年6月。
- 《人間魚詩生活誌》，〈微小與嶙峋〉，李修慧訪談，2024年6月。
- 中央廣播電臺，《生活給我的詩》，〈詩人．導演鴻鴻與詩人柏森談 我呢，就是自己的夢〉，2025年1月。
- 中央廣播電臺，《生活給我的詩》，〈詩人．導演鴻鴻與詩人柏森談 黑白溢彩〉，2025年1月。
- 《文訊》，〈在哲學與音樂交會之處復活—— 談柏森詩集《原光》〉，煮雪的人訪談，2025年2月。